# Futbol a França

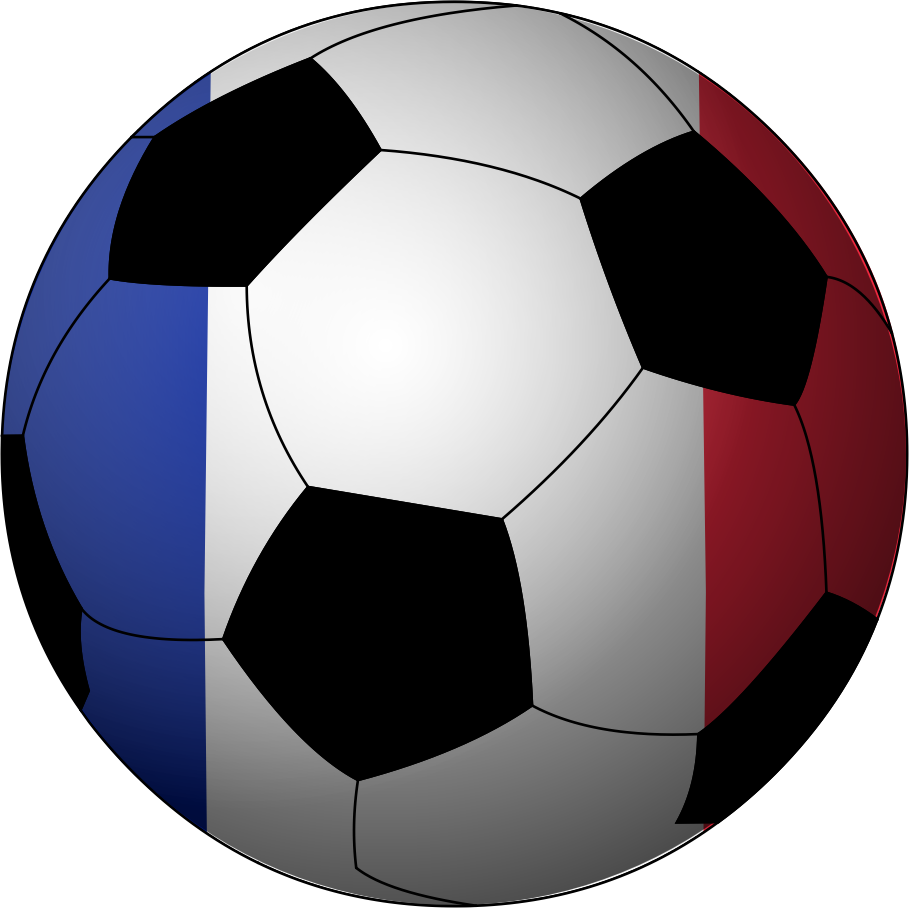

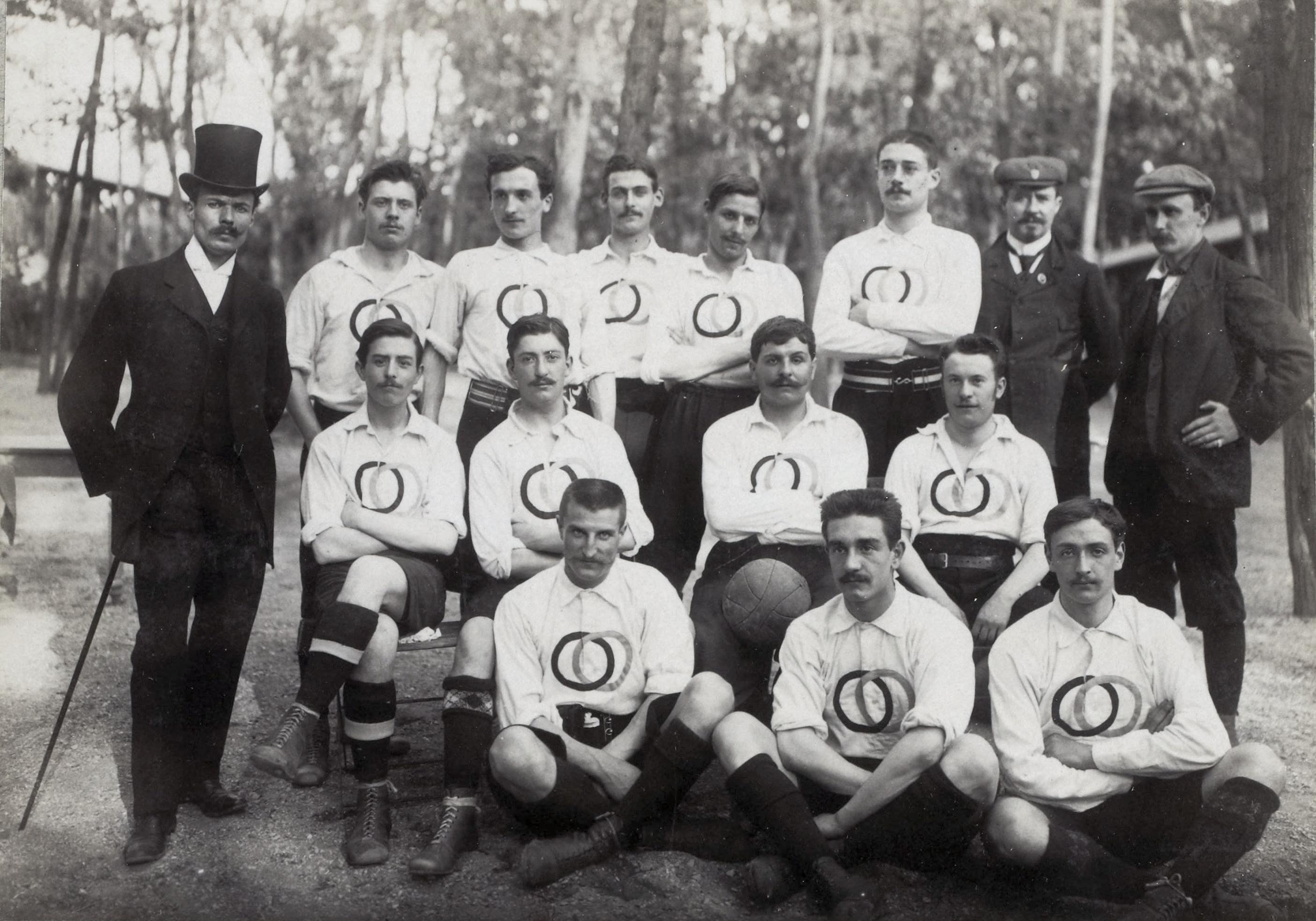
França als Jocs Olímpics de 1908.

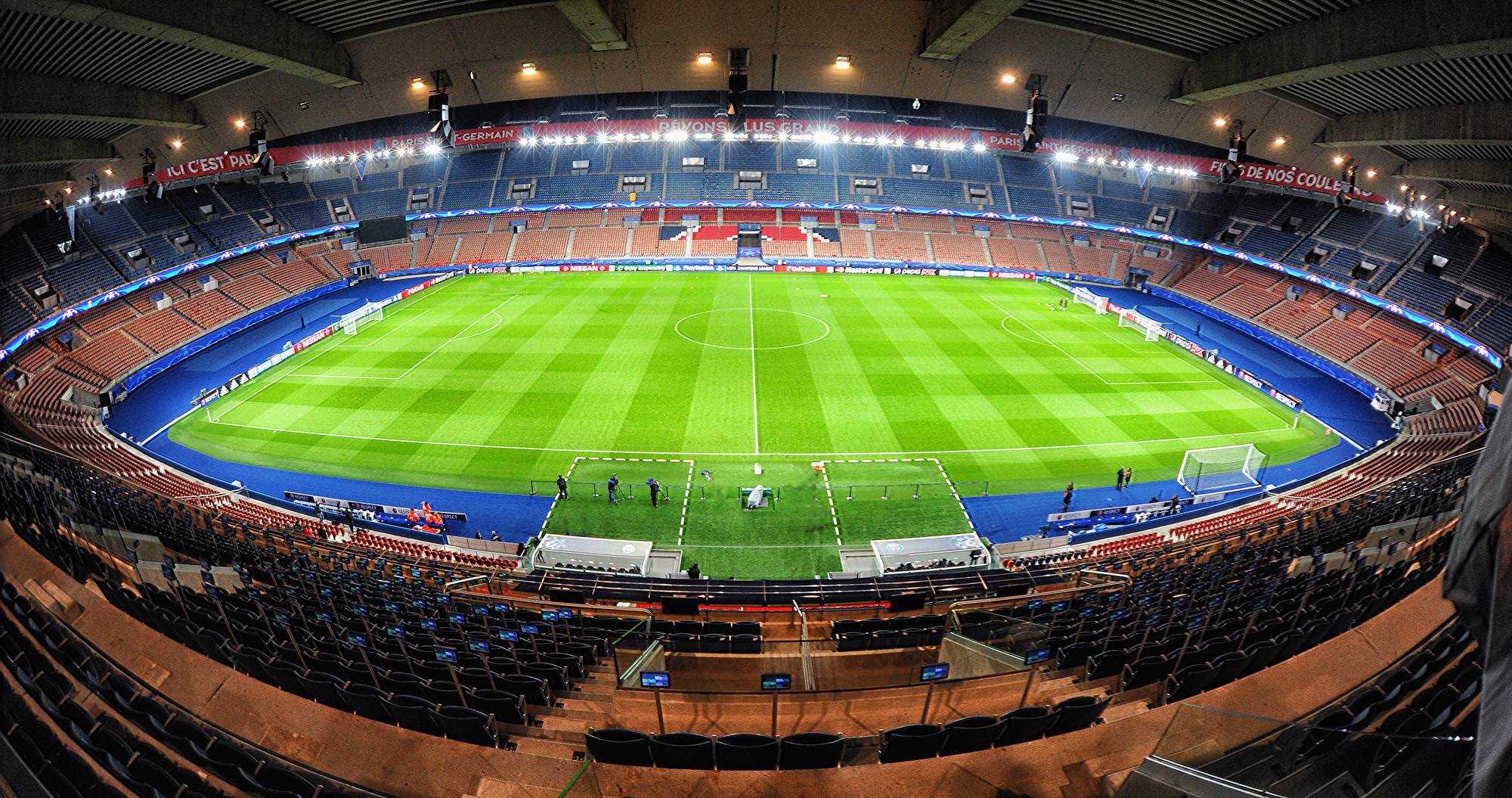
Parc des Princes seu del Paris Saint-Germain FC.

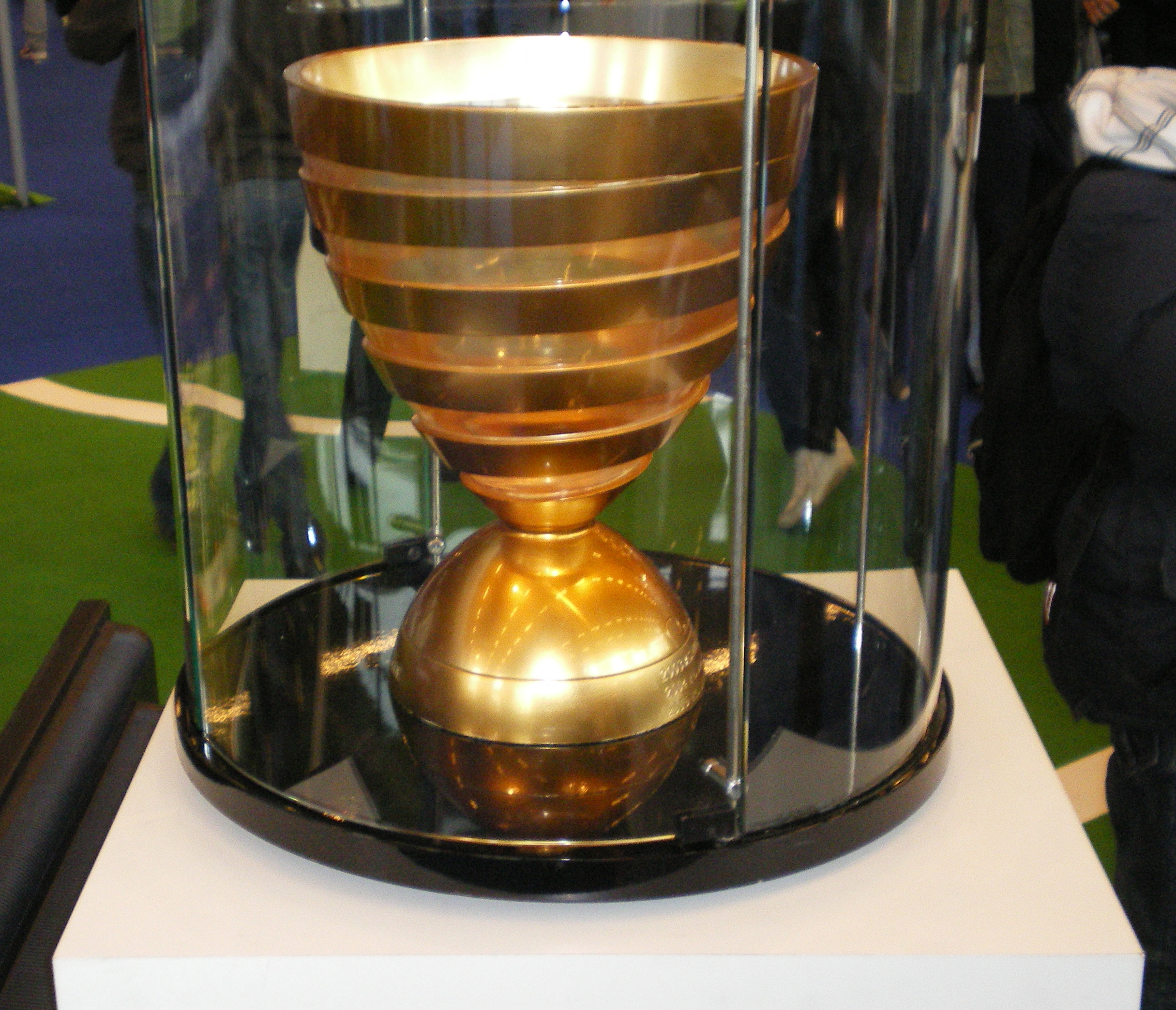
Trofeu de la Copa de la Lliga francesa de futbol.

El futbol és l'esport més popular a França, seguit del rugbi a 15. És organitzat per la Federació Francesa de Futbol. El 2006, la FFF tenia 2.143.688 llicències, amb 1.850.836 futbolistes registrats i 18.194 clubs.

## Història
A França el futbol entra pel nord (Normandia, Le Havre, Rouen...) des d'Anglaterra. El primer equip fou el Le Havre Athletic Club fundat el 1872.
El 1887 es creà la primera federació, la Union des Sociétés Françaises de Sports Athletiques (USFSA) per l'Stade Français (1883) i el Racing Club de France (1882) (ambdós de París). El primer torneig es disputa el 1894 entre 6 equips pel sistema de copa i en fou campió l'Standard Athletic Club (1892, Gordon FC el 1891) de París. El 1896 el campionat es disputà ja per sistema de lliga. El 1898 es crea un nou organisme, la Union des Sociétés Gymnastiques et d'Instruction Militaire des Patronages et Oeuvres de Jeunesse de France, que el 1901 es reanomenà com a Fédération des Sociétés Catholiques de Gymnastique (FSCG) i el 1903 com a Fédération Gymnastique et Sportive des Patronages de France (FGSPF), però es mantingué un sol campionat unificat, fins al 1905 en què la USFSA se separà i provocà la disputa de dos campionats.
El 1906, a més, començà el campionat de la Fédération Cycliste et Amateur de France (FCAF). El 1907 FGSPF i FCAF s'agrupen i formen el Comité Français Interfederal (CFI). La seva principal competició s'anomenà Trophée de France, que ràpidament esdevingué el campionat més important del país. El 1910 quatre clubs de la USFSA se separen i formen la Ligue de Football Association (LFA) i s'uneixen al CFI. El 1913 els diversos organismes es retroben en el CFI. El 1917 el CFI crea la copa Charles Simon, més tard copa de França. El 1919 el CFI esdevé Federation Française de Football Association (FFFA). El seu campionat màxim era la Copa de França i no existí un campionat de lliga nacional. El 1926 es funda el Championnat de France Amateur (CFA), amb un sistema de competició estrany organitzat en diferents nivells. El 1930, amb l'augment del professionalisme, el club Sochaux decideix formar una competició entre els millors equips, fins que el 1932 s'adopta el professionalisme de ple i es crea la Lliga Professional Francesa.
Pel que fa als clubs, a més dels ja esmentats, destacaren als inicis del futbol a França els següents: A París i voltants, Paris FC (1879), Paris Association FC (1890), The White Rovers (1891), Club Français (1892-34, primer club de jugadors francesos i que vestia amb els colors rosa i negre), Stade de Neuilly-sur-Seine (1892, desfet el 1897, fins al 1894 fou Cercle Athlétique de Neully), Cercle Pédestre Asnières (1892), Internacional AC (1982), United Sport Club (1894), Union Athlétique du Premier Arrondissement (1894), Amical Football Club (1894), Cercle Athlétique de Paris (1896-63), Red Star Paris (1897, fundat per Jules Rimet), AS Française (1897), CA Société Générale (a partir de 1920 esdevé CA Sports Generaux), Gallia Club, Étoile des Deux Lacs (1998), Patronage Olier, Soc. Mun. Puteaux, Vie au Grand Air du Médoc.
A la resta del país destacaren: F.C. de Marseille (1892), FC Mülhausen (1893), Racing Club de Roubaix (1895), U.S. Tourquenoisse (1898), Club Malherbe Caennais (1898), Lyon Olympique Universitaire (1899), Union Sportive Troyenne (1900), Olympique Cettois (1900), Sporting Club de Nîmes (1901), Stade Rennais (1901), Racing Club d'Arras (1901), Amiens Athlétic Club (1901), Racing Club de Calais (1902 en unir-se Sporting Club Calais i Football Club Calais), U.S. Le Mans (1902), Stade Lavallois (1902).

## Estructura actual
La Federació Francesa de Futbol és l'encarregada d'organitzar les diverses competicions futbolístiques del país. El futbol professional és dirigit per la Ligue de Football Professionnel. El futbol francès s'estructura de la següent forma:
- Futbol professional
  - Ligue 1 (primera divisió)
  - Ligue 2 (segona divisió)
  - Championnat National (tercera divisió, semi-professional)
- Futbol amateur
  - Championnat de France Amateurs
  - Championnat de France Amateurs 2
  - Campionats regionals
- Futbol femení
  - Championnat de France de football féminin
- Futbol d'ultramar
  - Coupe D.O.M. (Dép. d'Outre-Mer, al Carib i Índic)
  - Coupe T.O.M. (Terr. d'Outre Mer, al Pacífic)
  - Coupe D.O.M.-T.O.M. (entre els campions d'ambdós tornejos).

## Competicions
- Lliga francesa de futbol
- Copa francesa de futbol
- Copa de la Lliga francesa de futbol
- Supercopa francesa de futbol

## Principals clubs
- Lille Olympique Sporting Club Métropole (Lilla)
- Racing Club de Lens (Lens)
- Le Havre Athletic Club Football Association (Le Havre)
- Stade Malherbe Caen-Calvados Basse-Normandie (Caen)
- Paris Saint Germain Football Club (París)
- Racing Club de France (París)
- Club Sportif Sedan Ardennes (Sedan)
- Stade de Reims Champagne (Reims)
- Football Club de Metz (Metz)
- Association Sportive Nancy-Lorraine (Nancy)
- Racing Club de Strasbourg (Estrasburg)
- Stade Rennais Football Club (Rennes)
- En Avant de Guingamp (Guingamp)
- Football Club Lorient Bretagne Sud (An Oriant)
- Football Club de Nantes Atlantique (Nantes)
- Stade lavallois Mayenne Football Club (Laval)
- Angers Sporting Club de l'Ouest (Angers)
- A.S. La Berrichonne de Chátearoux (Chátearoux)
- Football Club de Tours (Tours)
- Association de la Jeunesse Auxerroise (Auxerre)
- Football Club Gueugnonnais (Gueugnon)
- Dijon Football Côte-d'Or (Dijon)
- Football Club Sochaux-Montbéliard (Sochaux)
- Besançon Racing Club (Besançon)
- Chamois Niortais Football Club (Niort)
- Stade Olympique Châtellerault (Châtellerault)
- Clermont Foot Auvergne (Clarmont d'Alvèrnia)
- Association Sportive de Saint-Etienne Loire (Saint-Etienne)
- Olympique de Lió (Lió)
- Football Club des Girondins de Bordeaux (Bordeus)
- Toulouse Football Club (Tolosa de Llenguadoc)
- Montpellier Hérault Sport Club (Montpeller)
- Nîmes Olympique (Nimes)
- Football Club de Sète 34 (Seta)
- Olympique de Marsella (Marsella)
- Association Sportive de Monaco Football Club (Mònaco)
- Olympique Gymnaste Club de Nice Côte-d'Azur (Niça)
- Association Sportive de Cannes (Canes)
- Football Club de Martigues (Martigues)
- Sporting Club de Toulon et du Var 83 (Toló)
- Sporting Club de Bastia (Bastia)
- Athletic Club Ajaccien (Ajaccio)

## Jugadors destacats
Des de 1910
- Lucien Gamblin
- Raymond Dubly
- Eugène Maës

Des de 1920
- Antonin Lozès
- Manuel Anatol
- René Petit (esp)
- Jules Dewaquez
- Paul Nicolas

Des de 1930
- Alexis Thépot
- Laurent Di Lorto
- Étienne Mattler
- Hector Cazenave
- Georges Verriest
- Émile Veinante
- Edmond Delfour
- Marcel Langiller
- Jean Eduard Nicolas
- Roger Courtois (sui)

Des de 1940
- Julien Darui
- Jules Vandooren
- Gustav Jordan
- Alfred Aston
- Ernest Vaast
- Jean Baratte
- Oscar Heisserer

Des de 1950
- René Vignal
- Antoine Cuissard
- Robert Jonquet
- Roger Marche
- Armand Penverne
- Yvon Douis
- Pierre Sinibaldi
- Raymond Kopaszewski
- Just Fontaine
- Jean Vincent
- Roger Piantoni
- Thadée Cisowski
- Henri Baillot
- Joseph Ujlaki (hon)

Des de 1960
- Claude Abbes
- Jean Djorkaeff
- Joseph Bonnel

Des de 1970
- Marius Tresor
- Henri Michel
- Alain Giresse
- Hervé Revelli
- Didier Six
- Bernard Lacombe
- Dominique Rocheteau

Des de 1980
- Manuel Amorós
- Maxime Bossis
- Michel Platini
- Jean Tigana

Des de 1990
- Laurent Blanc
- Lilian Thuram
- Marcel Desailly
- Didier Deschamps
- David Ginola
- Zinédine Zidane
- Jean Pierre Papin
- Youri Djorkaeff
- Eric Cantoná

Des de 2000
- Patrick Vieira
- Robert Pires
- Thierry Henry
- David Trezeguet
- Florent Malouda
- Franck Ribéry

Des de 2010
- Karim Benzema
- Paul Pogba
- Antoine Griezmann
- Kylian Mbappé

## Principals estadis
| - Stade de France (París) - Parc des Princes (París) - Estadi Vélodrome (Marsella) - Estadi Félix Bollaert (Lens) - Estadi de Gerland (Lió) - Estadi Beaujoire-Louis Fonteneau (Nantes) - Estadi Geoffroy Guichard (Saint-Étienne) |  | - Stadium Municipal de Toulouse (Tolosa de Llenguadoc) - Estadi Chaban-Delmas (Bordeus) - Estadi de la Mosson (Montpeller) - Estadi Route de Lorient (Rennes) - Estadi de la Meinau (Estrasburg) - Estadi Saint-Symphorien (Metz) - Estadi Abbé Deschamps (Auxerre) |  |  |